# ハロー!モーニング。
『ハロー!モーニング。』（HELLO! MORNING。、略称：ハロモニ。）は、テレビ東京系列で2000年4月9日から2007年4月1日まで放送されたハロー!プロジェクト及びモーニング娘。の冠番組である。

## 概要
ネット番組ではなく、ローカルセールス枠扱いの番組だった。
2000年4月9日よりモーニング娘。およびハロー!プロジェクトの看板番組として7年間に亘って放送されてきたが、2007年4月1日を以て当番組は終了し翌週の4月8日からは後継番組として『ハロモニ@』が放送された。
なお、番組放送開始前週の2000年4月2日には、『モーニング娘。のへそ』と映画『モー娘。走る!ピンチランナー』の最新情報を含めた事前特別番組が30分に亘って放送された。
ナレーションについては放送開始から2001年9月30日までは青柳秀侑が、同年10月7日から放送終了までは諏訪部順一が担当していた。
収録方法は、放送開始から2004年10月10日までは4:3標準画質放送、同月17日放送から放送終了まではハイビジョン制作の放送となった。また、2006年6月以降、テレビ東京などの一部放送局では字幕放送も実施していた。

## 放送時間

### テレビ東京
| 放送期間                       | 放送時間                    | 裏送り用     |
| ------------------------------ | --------------------------- | ------------ |
| 2000年4月9日 - 2001年9月30日   | 日曜日11:30 - 12:00（30分） | -            |
| 2001年10月7日 - 2002年12月22日 | 日曜日11:30 - 12:15（45分） | 30分         |
| 2003年1月5日 - 3月30日         | 日曜日11:30 - 12:24（54分） | 30分又は45分 |
| 2003年4月6日 - 2005年9月25日   | 日曜日11:30 - 12:30（60分） | 54分         |
| 2005年10月2日 - 2007年4月1日   | 日曜日11:30 - 12:24（54分） | -            |

- 2005年10月2日の改編では、次番組の「Ya-Ya-yah」の放送開始が6分早まった事に伴い、テレビ東京では番組開始以来初の放送時間縮小（6分短縮）となった。同番組は2003年1月5日から放送され、この番組が終了するまで次番組として放送していた。

### テレビ東京以外の局
- 前述の通り番販扱いのため、初回から最終回まで通しで同時放送を行ったのはTVQ九州放送のみである。ただし、同局では2002年10月から2004年3月まで番組の放送枠に自社制作番組「バーキンカフェ」を放送していたため、1週間遅れで別の時間に放送していた。また、後継番組の「ハロモニ@」も引き続き同時放送（同じく番販扱い）が行われている。なお、初回から2005年9月25日まではテレビ大阪も同時間帯に放送していた（こちらも同時放送だったが、2003年の一時期と2005年4月以降は遅れ放送だった）。
- TXN系列各局では2007年4月20日のテレビ北海道を最後に放送を終了した。また、TXN系列以外の局でも同年9月29日のテレビ和歌山を最後に放送を終了した。
- TXN系列のBSデジタル放送局BSジャパンは2000年12月1日に開局しているが、当時は音楽制作者連盟と著作権・肖像権の問題で折り合いが付かず、1回もこの番組を放送していなかった。

### 番組終了までのネット局
| 放送対象地域  | 放送局               | 系列           | 放送曜日及び放送時間     | 放送終了日    |
| ------------- | -------------------- | -------------- | ------------------------ | ------------- |
| 関東広域圏    | テレビ東京（制作局） | テレビ東京系列 | 日曜 11時30分 - 12時24分 | 2007年4月1日  |
| 福岡県        | TVQ九州放送          | テレビ東京系列 | 日曜 11時30分 - 12時24分 | 2007年4月1日  |
| 北海道        | テレビ北海道         | テレビ東京系列 | 金曜 25時00分 - 25時55分 | 2007年4月20日 |
| 愛知県        | テレビ愛知           | テレビ東京系列 | 日曜 10時30分 - 11時25分 | 2007年4月8日  |
| 大阪府        | テレビ大阪           | テレビ東京系列 | 水曜 10時00分 - 10時54分 | 2007年4月18日 |
| 岡山県 香川県 | テレビせとうち       | テレビ東京系列 | 金曜 25時28分 - 26時23分 | 2007年4月13日 |
| 滋賀県        | びわ湖放送           | 独立UHF局      | 木曜 22時00分 - 22時54分 | 2007年4月12日 |
| 奈良県        | 奈良テレビ           | 独立UHF局      | 火曜 8時00分 - 8時55分   | 2007年4月10日 |
| 和歌山県      | テレビ和歌山※        | 独立UHF局      | 土曜 15時00分 - 15時55分 | 2007年9月29日 |
| 新潟県        | テレビ新潟           | 日本テレビ系列 | 土曜 25時30分 - 26時25分 | 2007年5月5日  |
| 鳥取県 島根県 | 山陰放送※            | TBS系列        | 火曜 25時00分 - 25時55分 | 2007年5月8日? |
| 福島県        | 福島テレビ           | フジテレビ系列 | 水曜 24時35分 - 25時30分 | 2007年4月11日 |
| 熊本県        | テレビ熊本           | フジテレビ系列 | 木曜 24時35分 - 25時30分 | 2007年4月19日 |
| 広島県        | 広島ホームテレビ※    | テレビ朝日系列 | 月曜 24時46分 - 25時46分 | 2007年4月9日? |

- 台湾の國興衛視でも番組終了までネットされていた。
- テレビ新潟では2006年10月7日（テレビ東京9月3日放送分）から2007年5月5日の最終回（同4月1日放送分）まで放送された。
- 広島ホームテレビでは中国放送での打ち切りから数ヶ月後（時期不明）に放送が開始され、最終回まで放送された。
- これらの放送局では、放送日時を変更して後継番組の「ハロモニ@」（こちらも2008年9月に終了）を放送していた。ただし※の局ではこの番組を最後に枠自体のネットを打ち切り、ハロモニ@は一切放送していない。

#### 番組の途中でネットを打ち切った局
局によっては一時期のみ放送された時もある。なお、秋田県や山梨県、京都府（KBS京都）、兵庫県（サンテレビ）、徳島県（四国放送）では一切放送されていなかった。
| 放送対象地域 | 放送局         | 系列           | 打ち切り日     | 備考                                                                                         |
| ------------ | -------------- | -------------- | -------------- | -------------------------------------------------------------------------------------------- |
| 青森県       | 青森朝日放送   | テレビ朝日系列 | 2003年1月      | -                                                                                            |
| 岩手県       | IBC岩手放送    | TBS系列        | 2004年9月25日  | 青森県・秋田県の一部でも視聴できた                                                           |
| 宮城県       | ミヤギテレビ   | 日本テレビ系列 | 2006年4月7日   | -                                                                                            |
| 山形県       | テレビユー山形 | TBS系列        | 2003年10月9日  | 秋田県の一部でも視聴できた                                                                   |
| 新潟県       | 新潟総合テレビ | フジテレビ系列 | 2006年3月31日  | 2006年10月以降、テレビ新潟に移行されて最終回まで 放送し、後継番組のハロモニ@も最終回まで放送 |
| 長野県       | 長野放送       | フジテレビ系列 | 2004年3月25日  | -                                                                                            |
| 静岡県       | 静岡放送       | TBS系列        | 2003年10月31日 | -                                                                                            |
| 富山県       | 富山テレビ     | フジテレビ系列 | 2006年3月28日  | -                                                                                            |
| 石川県       | 北陸放送       | TBS系列        | 2003年9月24日  | -                                                                                            |
| 福井県       | 福井テレビ     | フジテレビ系列 | 2005年4月21日  | -                                                                                            |
| 岐阜県       | 岐阜放送       | 独立UHF局      | 2006年10月29日 | -                                                                                            |
| 三重県       | 三重テレビ     | 独立UHF局      | 2006年3月16日  | -                                                                                            |
| 広島県       | 中国放送       | TBS系列        | 不明           | 数ヶ月後に広島ホームテレビで放送開始、時期は不明                                             |
| 山口県       | テレビ山口     | TBS系列        | 2004年9月25日  | -                                                                                            |
| 愛媛県       | あいテレビ     | TBS系列        | 2004年3月24日  | 打ち切り後は広島ホームテレビで視聴できた                                                     |
| 高知県       | テレビ高知     | TBS系列        | 2000年9月      | およそ5ヶ月で打ち切り                                                                        |
| 佐賀県       | サガテレビ     | フジテレビ系列 | 2001年3月27日  | 打ち切り後はTVQ九州放送で視聴できた                                                          |
| 長崎県       | テレビ長崎     | フジテレビ系列 | 2003年9月25日  | -                                                                                            |
| 大分県       | 大分放送       | TBS系列        | 2000年9月24日  | -                                                                                            |
| 大分県       | 大分朝日放送   | テレビ朝日系列 | 2004年3月27日  | OBSで打ち切られてから数ヶ月後に放送開始、時期は不明                                          |
| 宮崎県       | 宮崎放送       | TBS系列        | 2005年9月24日  | -                                                                                            |
| 鹿児島県     | 南日本放送     | TBS系列        | 2005年12月27日 | -                                                                                            |
| 沖縄県       | 沖縄テレビ     | フジテレビ系列 | 2003年9月30日  | 「FNNスーパーニュース」の放送時間拡大に伴い打ち切り。                                        |

## オープニングテーマ
Hello!のテーマ（2000年シャッフルユニットのカップリング曲）
- 番組開始から半年間の間オープニングとエンディングで使われた。オープニングでは当時のハロー!プロジェクトメンバーがHello!のテーマを歌った。
- ハロー!プロジェクトメンバーの新曲歌披露では歌っているメンバーのバックに他のハロー!プロジェクトメンバーが登場したり、またハロー!プロジェクトメンバー全員でスタジオライブをする事もあった。

## 司会者
メインコーナー及びいくつかのサブコーナーの司会を務めた。情報コーナーなどコーナーによっては別に決まった司会者が務めていた。また2代目以降はモーニング娘。を卒業したメンバーが就任していた。
- 初代：後藤真希（2000年4月9日 - 9月24日）
  - 「史上最年少司会者の後藤真希でーす」と自己紹介していた。
  - 2000年5月21日まではお手伝い役として市井紗耶香が務めていた。また、同年9月10日は風邪のため就任しなかった。
- 2代目：中澤裕子（2001年6月10日 - 2003年5月25日）
  - 2001年4月15日のモーニング娘。の卒業と共に番組も卒業した（形式上）が、仕切り役の不在や4期メンバーの暴走の頻発などがあったため、卒業から2か月後の6月10日（この時からセットもリニューアル）から司会者として番組に復帰した。中澤ゆうこも名義をした。
  - また、4代目司会（安倍）の活動自粛の影響を受けて2004年12月12日 - 2005年4月10日にも就任、さらに5代目司会（石川）の代役として2007年2月25日と3月4日（苦手克服プログラムのみ）にも就任していた。
- 3代目：保田圭（2003年6月1日 - 10月12日）
  - 2003年6月1日放送の「新司会者決定戦」で優勝した安倍なつみが辞退した事によって決定した。就任期間はたったの4か月という歴代司会者の中で最も短命に終わったが、翌2004年11月28日の第1回ハロプロ超感謝祭SPで再び中澤・安倍と3人で務め上げた。また4代目司会のドラマ収録による欠席時の代役としても数回担当した。
- 4代目：安倍なつみ（2003年10月19日 - 2004年12月5日）
  - 2003年10月にセットをリニューアルし、安倍なつみは4代目の司会者を担当した。
  - 2004年12月の活動自粛以降に降板となり、2代目（中澤）に交代した。翌2005年2月の復帰後も再び司会をやる事はなく、しばしばこの番組に出演していた。
- 5代目：石川梨華（2005年5月29日 - 2007年4月1日）
  - リニューアルと同時に司会者に就任した。事実上、最後の司会者となった。

### スペシャル編成の場合の特別司会
下記の様なスペシャル編成となった場合は、通常とは異なるメンバーが司会を務める事があった。
- 第1回ハロプロ超感謝祭SP（2004年11月28日）：中澤・安倍・保田
- ハロモニ。クリスマスSP（2005年12月25日）：中澤
- 東京ディズニーリゾート大解剖スペシャル（2006年4月16日・23日）：中澤
- モーニング娘。タイムスリップSP（2006年6月18日）：中澤・石川

2006年1月以降は、全編がロケ構成の場合にテレビ東京アナウンサーが司会進行を行った。

## 出演者
- モーニング娘。
  - 原則として、メインコーナーやサブコーナーに在籍メンバー全員がレギュラー出演した。
  - 回によっては一部のメンバーが何らかの理由で欠席する事があるが、欠席した事自体番組中では言及されない事が多く、特別な場合を除いて欠席の理由も明らかにはされなかった。欠席の理由としては、ユニット活動、ソロ活動（写真集の撮影など）、この番組の他のコーナーの収録、他の番組の収録、学校行事の都合、体調不良などが考えられた。
- 元モーニング娘。
  - メインコーナーやサブコーナーにゲストで出演する事が多かった。但し、現役と異なり司会は除き、レギュラー出演はなくなり不定期での出演となった。
  - グループを卒業しても番組を卒業することはなく、司会・審査員・コーナーレギュラーなどの特別な立ち位置として出演することが多かった。
  - それ以外に決まったコーナーに決まったメンバーが出演する事があった。
  - 矢口真里はモーニング娘。を脱退して以降、ほとんどこの番組に出演していなかった（モーニング娘。在籍時での最終出演は2005年4月24日。その後は2006年9月3日のハワイファンクラブツアーで辻希美と共演した。また2007年は1月14日の「ハロモニ。BOX」と3月25日・4月1日の「ファンが選ぶもう一度見たい名企画ベスト100」に出演した）。
- モーニング娘。・元モーニング娘。以外のハロー!プロジェクトメンバー
  - スタジオライブの他、メインコーナーやサブコーナーなどにたまにゲストとして出演した。中でも辻希美と美勇伝の三好絵梨香と岡田唯については、2006年春以降（ハロモニ。劇場、ワールドプッチゲームなど）にモーニング娘。のメンバーとほぼ同様にレギュラー出演していた。
  - 過去にはT&Cボンバーのスキルアップ講座（T&Cボンバー）、バレリーナ戦隊メロン（メロン記念日他）、あやや&ミキティー ハワイヤ - ン娘。（松浦亜弥、藤本美貴。この2人はのちにGAMとしても活動）の様なレギュラーコーナーを放送していた時もあった。
- ハロー!プロジェクトメンバー以外の出演者
  - メインコーナーやサブコーナーなどにしばしばゲストとして出演した。
- 番組開始から半年間は当時のハロー!プロジェクトメンバー（モーニング娘。、平家みちよ、T&Cボンバー、三佳千夏、メロン記念日、ココナッツ娘。、カントリー娘。、前田有紀〈2000年5月14日 - 〉）が出演し、オープニング時に出演メンバーのテロップが表示された。
- 2005年1月30日 - 4月24日は当時のモーニング娘。と元モーニング娘。のメンバー全員が出演していた。また同年12月25日の「ハロモニ。クリスマスSP」では当時のモーニング娘。全員と矢口真里を除いた元モーニング娘。8人が総出演していた。その後の翌2006年6月18日の「モーニング娘。タイムスリップSP」では元モーニング娘。のうち加護亜依が謹慎処分中だったため、矢口と加護を除いた7人で総出演していた。
- 2006年4月16日と23日の「東京ディズニーリゾート大解剖スペシャル」では、「レギュラーメンバー全員が参加」とされていたが、この時に参加したのはモーニング娘。及び美勇伝の全メンバーとモーニング娘。の卒業メンバーの中から中澤・飯田・安倍・保田・後藤・辻の19名であった。
- 2007年3月25日の「ファンが選ぶもう一度見たい名企画ベスト100」では、モーニング娘。全員と安倍なつみ・後藤真希・加護亜依（謹慎処分中）を除いた元モーニング娘。の8人が総出演していた。なお、VTRには加護も映っていた（50位・42位）が、翌26日に加護がハロー!プロジェクトから契約解除されたため、遅れ放送の地域では冒頭で「この番組は2007年3月14日に収録されたものです」の断り書きのテロップを入れて放送していたがテレビ大阪ではこの週の放送を中止し別番組に差し替えた。また、4月1日にも同じコーナーが放送されていたが、ランキングVTRの中で加護が映っている部分についてはカットした（1位の「ミニモニ。誕生」のVTRでは、最後に加護を含めたミニモニ。の初期メンバー4人のぬいぐるみが映されていた）。

## 歴史
2000年
- 4月2日、放送開始前特番放送。
- 4月9日、番組放送開始。当初のモーニング娘。メンバーは中澤・安倍・飯田・保田・矢口・市井・後藤の7人。(第1回)
- 5月7日、石川・𠮷澤・辻・加護初出演。(第5回)
- 5月28日、市井番組卒業。(第8回)
- 10月1日、番組リニューアル。(第26回)

2001年
- 6月10日、番組リニューアル。(第61回)
- 10月7日、番組リニューアル。放送時間が45分に拡大。コントコーナー「ハロモニ。劇場」スタート。(第78回)
- 10月28日、高橋・紺野・小川・新垣初出演。(第81回)

2002年
- 6月30日、ハロー!プロジェクト・キッズ オーディション合格者を生放送にて発表。(第115回)

2003年
- 1月5日、放送時間が1時間に拡大。(第141回)
- 5月18日、藤本がレギュラーメンバーとして初出演。(第160回)
- 6月1日、亀井・道重・田中初出演。(第162回)

2004年
- 1月4日、2004年新春特番放送。

2005年
- 7月10日、久住初出演。(第267回)

2006年
- 7月23日、紺野番組卒業。(第319回)
- 8月27日、小川番組卒業。(第324回)

2007年
- 2月11日、光井初出演。(第347回)
- 4月1日、放送終了。

2018年
- 2月12日、特別番組『モーニング娘。20周年記念スペシャル』放送。(後述)

## DVD

### ハロモニ。劇場
2003年2月26日に発売予定だった「ハロー!モーニング。傑作コント大全集1」が発売中止となり、コーナー毎にシリーズ化された。
- ハロー!モーニング。 ハロモニ。劇場「バスがくるまで」Vol.1（2003年4月23日）
- ハロー!モーニング。 ハロモニ。劇場「バスがくるまで」Vol.2（同上）
- ハロー!モーニング。 ハロモニ。劇場「バスがくるまで」Vol.3（2003年5月14日）
- ハロー!モーニング。 ハロモニ。劇場 Vol.4 「昼下がりのモーママたち&バスがくるまで」（2003年12月26日）
- ハロー!モーニング。 ハロモニ。劇場 Vol.5 「駅前交番物語&医者がくるまで」（同上）
- ハロー!モーニング。 ハロモニ。劇場 Vol.6 「駅前交番物語」（2004年7月28日）
- ハロー!モーニング。 ハロモニ。劇場 Vol.7 「駅前交番物語 特別編」（同上）
- ハロー!モーニング。 ハロモニ。劇場 Vol.8 「公園通り三丁目」（2005年12月21日）
- ハロー!モーニング。 ハロモニ。劇場 Vol.9 「公園通り三丁目&三丁目飯店」（同上）
- ハロー!モーニング。 ハロモニ。劇場 Vol.10 「駅前広場にて」（2007年2月28日）

### ミニコント
- ハロー!モーニング。 ミニモニ。ぴょ〜ん星人&ゴマキペンギン物語（2003年5月14日）
- ハロー!モーニング。 ミニモニ。河童の花道（2004年6月30日）
- ハロー!モーニング。 ミニモニ。四休さん（同上）

## 拡大スペシャル
- この番組では、下記の放送日に拡大スペシャルを放送した事がある。

| 通常の放送日時              | 拡大スペシャルの放送日時                     | 放送タイトル                                                                          |
| --------------------------- | -------------------------------------------- | ------------------------------------------------------------------------------------- |
| 日曜日11:30 - 12:00（30分） | 2000年8月27日（日曜日）11:30 - 12:30（60分） | ハロー!プロジェクトコンサート密着                                                     |
| 日曜日11:30 - 12:00（30分） | 2001年3月4日（日曜日）10:30 - 11:54（84分）  | ハロー!プロジェクトライブ                                                             |
| 日曜日11:30 - 12:15（45分） | 2002年3月3日（日曜日）11:30 - 12:54（84分）  | ハロー!プロジェクトライブ                                                             |
| 日曜日11:30 - 12:24（54分） | 2003年3月2日（日曜日）11:00 - 12:24（84分）  | ハロー!プロジェクトライブ                                                             |
| 日曜日11:30 - 12:30（60分） | 2004年1月3日（土曜日）11:30 - 12:55（85分）  | 今年も元気に行きまっショイ! モーニング娘。新春スペシャル 〜お正月からフルスロットル〜 |
| 日曜日11:30 - 12:30（60分） | 2004年2月29日（日曜日）11:00 - 12:24（84分） | ハロー!プロジェクトライブ                                                             |
| 日曜日11:30 - 12:30（60分） | 2005年1月9日（日曜日）11:30 - 12:54（84分）  | モーニング娘。ラッキー7オーディション新メンバー大決定SP                               |

## その他
ハロー!プロジェクト・キッズが誕生するきっかけとなったハロー!プロジェクト・キッズ オーディションは2002年3月から開始。27,958名の応募者を集め、同年6月30日の放送分（生放送）で最終選考に残った15名全員を合格とした。この15名がハロー!プロジェクト・キッズ（Berryz工房、℃-ute）である。
- テレビ北海道では、番組終了間際まで娘DOKYU!→歌ドキッ! 〜ポップクラシックス〜の後にこの番組を放送していた。

## モーニング娘。20周年記念スペシャル
- モーニング娘。のデビュー20周年を記念して、2018年2月12日（月曜日）12:00 - 13:55に『モーニング娘。20周年記念スペシャル』と題した特別番組を放送[1]。番組にはモーニング娘。'18とOG[注 1]が出演して、司会は中澤裕子が担当した。また、番組スタッフも当番組と同じだった。尚、スタジオセットには現役とOGも含めた歴代メンバー41名のグループの加入当時の顔写真がパネルで登場していた。

この番組は、以下の5つのコーナーで構成された。
- 20年を振り返ろう!! モーニング娘。ヒストリー
グループが誕生するきっかけとなった『ASAYAN』やグループの冠番組『ハロー!モーニング。』といった各番組での秘蔵映像を見ながらモーニング娘。の歴史を一挙に振り返る。
- ハロモニ。劇場 名場面集!!
「ハロモニ。劇場」の名場面や名キャラクターを振り返る。また、11年ぶりの新作コントとして「頑固一徹〜あれから数年後〜」を現役とOGの共演で行われた。
- チャーミー石川が誕生!! ハロプロニュース
ハロプロニュースシリーズの名場面や名キャスターを振り返る。また、11年ぶりに復活して現役とOGの共演で行われた。
- 大ブレイクユニット ミニモニ。ヒストリー!!
ミニモニ。の誕生から活動休止までの歴史を振り返る。また、一日限りの復活としてオリジナルメンバーと現役の共演で「ミニモニ。ジャンケンぴょん!」が披露された。
- スタジオライブ
モーニング娘。'18の番組のオープニングで「ジェラシー ジェラシー」と最新曲「花が咲く 太陽浴びて」、モーニング娘。20thの「モーニングコーヒー（20th Anniversary Ver.）」と番組のエンディングで「愛の種（20th Anniversary Ver.）」と4曲が番組の随所で披露された。

### ネット局
| 放送対象地域 | 放送局               | 系列           | 放送日時                                    |
| ------------ | -------------------- | -------------- | ------------------------------------------- |
| 関東広域圏   | テレビ東京（制作局） | テレビ東京系列 | 2018年2月12日（月曜日） 12時00分 - 13時55分 |
| 大阪府       | テレビ大阪           | テレビ東京系列 | 2018年3月25日（日曜日） 26時15分 - 27時52分 |
| 福岡県       | TVQ九州放送          | テレビ東京系列 | 2018年3月25日（日曜日） 26時35分 - 28時30分 |
| 北海道       | テレビ北海道         | テレビ東京系列 | 2018年4月7日（土曜日） 24時57分 - 26時50分  |
| 鹿児島県     | 鹿児島テレビ放送     | フジテレビ系列 | 2018年4月20日（金曜日） 26時10分 - 28時05分 |

## 番組終了までの主なスタッフ
- 構成：海老原靖芳、金森直哉、工藤ひろこ、榊暁彦、川上テッペイ
- コレオグラファー：夏まゆみ
- 技術：前進（以前はカメラ）
- カメラ：池田浩之
- 音声：田中英治
- 映像調整：鳥飼雄一
- 照明：長冶憲明
- バリライト：足立(安達)浩也
- 美術：宇都木民雄
- セットデザイン：若海琢也、小海雄司
- 美術進行：岡野真由子、小越敏彦
- スタイリスト：柳沼環、樋口栄子
- メイク：B-side
- VTR編集：松元賢一、菅野雄介
- MA：大矢研二
- 音効：平澤亜希（佳夢音）
- CG：ハロウィンジャック、美峰
- 番宣：石井真知子
- TK （タイムキーパー）：山口佳奈絵
- リサーチ：デグナ
- ディレクター：野中哲也、河野督、濱谷晃一、鈴木友規枝
- 演出：柴幸伸（以前はディレクター）
- プロデューサー：関光晴
- チーフプロデューサー：大島信彦
- 技術協力：八峯テレビ、ジェイウェルカム、PRGアジアライティング、テクノマックスビデオセンター
- 制作協力：アップフロントエージェンシー（現：アップフロントプロモーション）
- 制作著作：テレビ東京

### 歴代スタッフ
- 企画：山﨑直樹、瀬戸由紀男、橋山厚志、川口勇吉
- 構成：小笠原英樹、加藤裕己、河瀬淑之、古川順一、本間亜弥、森本敦子
- プロデューサー：只野研治
- 総合演出：谷口秀一
- チーフディレクター：佐藤哲也
- ディレクター：須藤勝（BEE BRAIN）、井関勇人、伊藤隆行、宮川幸二、小高亮、末永剛章、井上雅晴、斉(斎)藤純二、遠山進、大庭竹修、浅野太、松澤潤
- 番宣：伊藤淳也、鈴木紀子
- 技術：高柳道也
- カメラ：橋本尚志、木下秀夫
- 音声：松本直人
- 映像調整：石田秀徳
- 照明：小川圭介
- セットデザイン：宇野純一
- VTR編集：山岸冨則
- 技術協力：BRISK、aaiスタジオ
- 制作協力：エス・エス・エム

### スタッフに関して
- 初代プロデューサーが只野研治で、2代目が大島信彦である。また統括プロデューサーには橋山厚志（後に企画）が担当。2代目P（後にCP）の大島は、番組に関して「今後『ハロモニ。』がハロー!プロジェクトのみんなが帰ってくる“大きな家”になっていくといいなと思っています。」と語っている。